# Wazgen Manukian
Wazgen Manukian (orm. Վազգեն Մանուկյան; ur. 13 lutego 1946 w Giumri) – ormiański polityk, dr matematyki i fizyki.
W końcu lat 80. XX wieku członek Komitetu „Karabach”.
W latach 1990–1991 premier Armenii. W latach 1992–1993 minister obrony. Kandydat w wyborach prezydenckich w 1996, 1998, 2003 i 2008 roku. Lider Narodowej Unii Demokratycznej.